# Whiteout

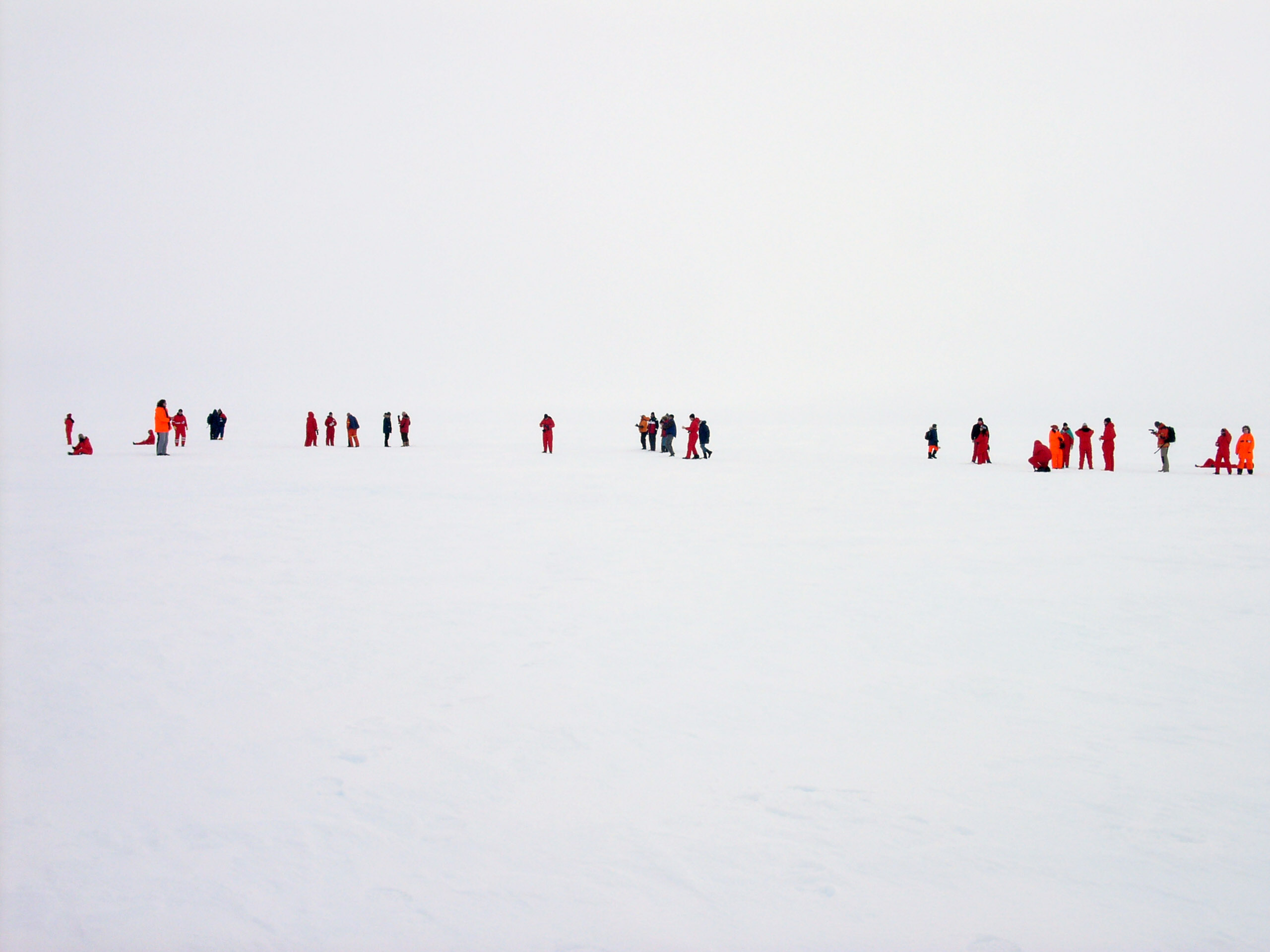
Whiteout auf dem Ekström-Schelfeis, Antarktis

Ein Whiteout ist ein meteorologisches Phänomen, das vor allem in Polargebieten und im Hochgebirge auftritt.
Als Whiteout wird die Helligkeit beschrieben, die bei schneebedecktem Boden und gedämpftem Sonnenlicht (durch Bewölkung, Nebel oder Schneefall) beobachtet werden kann. Aufgrund der starken diffusen Reflexion des Sonnenlichts und der damit einhergehenden sehr hohen minimalen Leuchtdichte kommt es zu einer sehr starken Kontrastverringerung, das gesamte Blickfeld scheint gleichmäßig hell zu sein. Das hat ein Verschwinden des Horizontes zur Folge; Boden und Himmel gehen nahtlos ineinander über. Auch Konturen oder Schatten sind nicht mehr erkennbar, und der Beobachter hat das Gefühl, sich in einem völlig leeren, unendlich ausgedehnten grauen Raum zu befinden. Bei entsprechend veranlagten Personen kann das zu einer starken psychischen Belastung führen, die sich oft durch Beklemmung und Angstgefühle äußert. Physisch macht sich der Whiteout durch Desorientierung und Beeinträchtigung des Gleichgewichtssinns bemerkbar.
Whiteouts sind im Bergsport eine ernstzunehmende Gefahr: Aus Sicherheitsgründen sollten Gruppen eng zusammenbleiben und sich, wenn überhaupt, nur langsam fortbewegen. In absturzgefährdetem Gebiet sollten sie möglichst das Ende eines Whiteouts abwarten und vorläufig auf jede Fortbewegung verzichten, da Hindernisse oder Abgründe nicht mehr erkannt und Entfernungen und die Steilheit des Untergrundes nicht mehr abgeschätzt werden können.
Auch für Flugzeuge, die nach Sicht fliegen, stellt ein Whiteout eine ernsthafte Bedrohung dar, da im Sichtflug die Fluglage des Luftfahrzeugs in Bezug auf den natürlichen Horizont beurteilt und auch der erforderliche Abstand zu Hindernissen nach Sicht eingehalten wird. Allerdings werden in der Luftfahrt auch Situationen, in denen der Horizont unabhängig von der Lichtsituation durch starke Sichtweiteneinschränkung wegen Nebels oder Schneefalls verschwindet, als Whiteout bezeichnet.

## Unfälle aufgrund eines Whiteouts
- Wahrscheinlich hat unter anderem ein Whiteout 1979 zum Unfall von Air-New-Zealand-Flug 901 geführt. Dieser gesteuerte Flug ins Gelände war der bisher folgenschwerste Flugunfall auf dem antarktischen Kontinent (257 Todesopfer).
- Im April 1982 flogen zwei Hubschrauber der britischen Streitkräfte (Royal Air Force) während der Rückeroberung Südgeorgiens im Falklandkrieg aufgrund von Whiteouts bei einem Schneesturm ins Gelände.[1]
- Am 7. April 1998 verunglückte die F/A-18D J-5231 der Schweizer Luftwaffe bei Crans-sur-Sierre VS aufgrund "räumlicher Desorientierung des Piloten"[2]. Bei diesem Controlled Flight into Terrain kamen beide Piloten ums Leben[3].
- Im März 2008 flog in der Antarktis nahe der Forschungsstation Neumayer II ein Hubschrauber vom Typ Bo 105 des Forschungsschiffs Polarstern in eine Schneefläche. Zwei Menschen starben, drei wurden zum Teil schwer verletzt. Grund für den Unfall war ein Whiteout aufgrund der kontrastlosen Schelfeisoberfläche.[4]
- Im Januar 2010 stürzte ein MD 902 der Polizei Niedersachsen nach einer Bodenberührung auf einem schneebedeckten Acker bei Elze (Wedemark) ab. Der Hubschrauber wurde zu diesem Zeitpunkt von einem Fluglehrer gesteuert, der Flugmanöver im Rahmen eines Übungsfluges demonstrieren wollte. Offenbar kam es durch die schneebedeckte Oberfläche in Verbindung mit bewölktem Himmel zu einem  Orientierungsverlust des Piloten. Drei Personen wurden leicht verletzt, an der Maschine entstand Totalschaden.[5]
- Flugunfall am Berliner Olympiastadion am 21. März 2013: Ein Hubschrauber der Bundespolizei stieß beim Landen auf dem Maifeld neben dem Berliner Olympiastadion mit einem kurz zuvor gelandeten Hubschrauber zusammen, während die Sicht durch von den Rotorblättern massenweise aufgewirbelten Pulverschnee kurzfristig stark eingeschränkt war. Der Pilot des bereits gelandeten Hubschraubers kam dabei ums Leben.